# Usnija Redzepova
Usnija Redzepova (en macedonio: Уснија Реџепова) (Skopie, 4 de febrero de 1946-Belgrado, 1 de octubre de 2015), fue una cantante y actriz nacida en Yugoslavia, actual Macedonia del Norte.
Contrajo matrimonio con Svetomira Sesic.
Falleció el 1 de octubre de 2015 a los 69 años, de cáncer de pulmón.

## Filmografía
- 1980, Kostana.
- 1974, Dervis i smrt.
- 1978, Otpisani.